# Minati Mishra
Minati Mishra (em oriá: ମିନତି ମିଶ୍ର; 14 de abril de 1936 ㅡ 6 de janeiro de 2020), nascida Minati Das, foi uma dançarina e atriz indiana, conhecida por sua experiência em peformar o clássico Odissi. Em 2011, ela foi considerada a artista mais antiga de Odissi. O governo da Índia homenageou Mishra em 2012, concedendo a ela o quarto maior prêmio civil indiano, o Padma Shri.

## Biografia
Minati Mishra nasceu em 1929 na cidade de Cuttack, agora estado indiano de Orissa. Filha de Basanta Kumar Das, diretor de uma escola local, era a caçula de três irmãos. A mesma começou a aprender dança e música desde jovem, sob a tutela de Ajit Ghosh, Banabihari Maity e Kalicharan Patnayak, um dançarino de Odissi. Em 1950, Minati Mishra começou a ser ensinada por Kelucharan Mahapatra, um guru de Odissi.
Em 1954, Minati Mishra ingressou na Fundação Kalakshetra de Rukmini Devi Arundale, com uma bolsa do governo, e aprendeu Bharatanatyam por um ano com Kutty Sarada e Peria Sarada. No ano seguinte, ingressou no Instituto Indiano de Artes Livres para treinamento com Panda Wallur Pillai Chukkalingam e Minakshi Sunderam Pillai. Ela estreou em 1956, a primeira de várias apresentações que fez, durante os próximos três anos, em várias cidades importantes da Índia. Em 1959, ela foi convidada para ir à Suíça pela Associação Internacional de Fotografia e se apresentou em Zurique, Lucerna, Genebra e Winterthur. Três anos depois, ela concluiu o doutorado em indologia pela Universidade Philipp de Marburgo, na Alemanha, por uma tese sobre Natyashastra.
Em 1963, ela foi convidada para uma apresentação no Festival de Cinema de Berlim. Ela se destacou por suas habilidades expressivas e dramatização. Logo após a morte de seu marido, Nityananda Mishra, que era engenheiro, em 1980, Mishra não realizou mais apresentações de dança e se aposentou formalmente em 1990. Estabeleceu-se na Suíça e dedicou seu tempo a festivais, palestras e workshops suíços, canadenses e indianos. Ela morreu em 6 de janeiro de 2020.

## Carreira
Mishra atuou em cinco filmes de Ollywood. Seu filme de estreia, Suryamukhi, foi lançado em 1963, seguido por Jeevan Sathi, Sadhana e Arundhati. Todos os quatro receberam o National Film Award de Melhor Longa Metragem em Oriá. Ela também atuou em um filme bengali de 1963, Nirjana Saikate, no qual executou um número de dança Odissi coreografado por Kelucharan Mahapatra. Além de sua carreira no cinema, ela também participou do All India Radio.
Mishra foi diretora do Utkal Sangeet Mohavidyalaya, de 1964 a 1989. Durante sua permanência lá, a instituição regularizou seu currículo, formalizou academicamente o treinamento de dança, introduziu aspectos teatrais nos conteúdos programáticos e estabeleceu diretrizes para o exame, os quais são relatados como tendo ajudado no renascimento do Odissi. A passagem pela instituição também lhe deu a oportunidade de trabalhar ao lado de gurus do Odissi, como Pankaj Charan Das e Deba Prasad Das.

## Filmografia
| Ano  | Filme          | Idioma  | Diretor           |
| ---- | -------------- | ------- | ----------------- |
| 1963 | Suryamukhi     | Oriá    | Prafulla Sengupta |
| 1963 | Jeevan Sathi   | Oriá    | Prabhat Mukherjee |
| 1963 | Nirjan Saikate | Bengali | Tapan Sinha       |
| 1964 | Sadhana        | Oriá    | Prabhat Mukherjee |
| 1967 | Arundhati      | Oriá    | Prafulla Sengupta |
| 1967 | Bhai Bhauja    | Oriá    | Sarathi           |